# Rd (digramme)
Cette page contient des caractères spéciaux ou non latins. S’ils s’affichent mal (▯, ?, etc.), consultez la page d’aide Unicode.
Pour les articles homonymes, voir RD.
Rd (minuscule rd) est un digramme de l'alphabet latin composé d'un R et d'un D.

## Linguistique
- Dans la transcription de certaines langues aborigènes d'Australie, le digramme « rd » correspond à [ʈ ].

## Représentation informatique
Comme la majorité des digrammes, il n'existe aucun encodage de Rd sous un seul signe, il est toujours réalisé en accolant un R et un D.